# JW Marriott Marquis Dubai
El JW Marriott Marquis Dubai es un complejo de torres gemelas situado en Dubái, Emiratos Árabes Unidos. Ambas torres acogen dos grandes hoteles, que son los más altos de la ciudad, superando a la Rose Rayhaan by Rotana, que esta también en Dubái. Las instalaciones disponibles incluyen terrazas al aire libre, 20 restaurantes, bares en la azotea, un centro de entretenimiento, banquetes y un salón de baile.

## Historia
Este proyecto, es propiedad de Emirates Hotels & Resorts, que a su vez es parte del Grupo Emirates. Originalmente fue concebido como una sola torre de 355 metros de altura, 77 plantas; la cual debía de ser completado en 2012 y construido junto a la Sheikh Zayed Road. Sin embargo, su diseño y la ubicación tenía que ser cambiada debido a la construcción de una extensión del arroyo que pertenecen al proyecto Business Bay.

## Galería

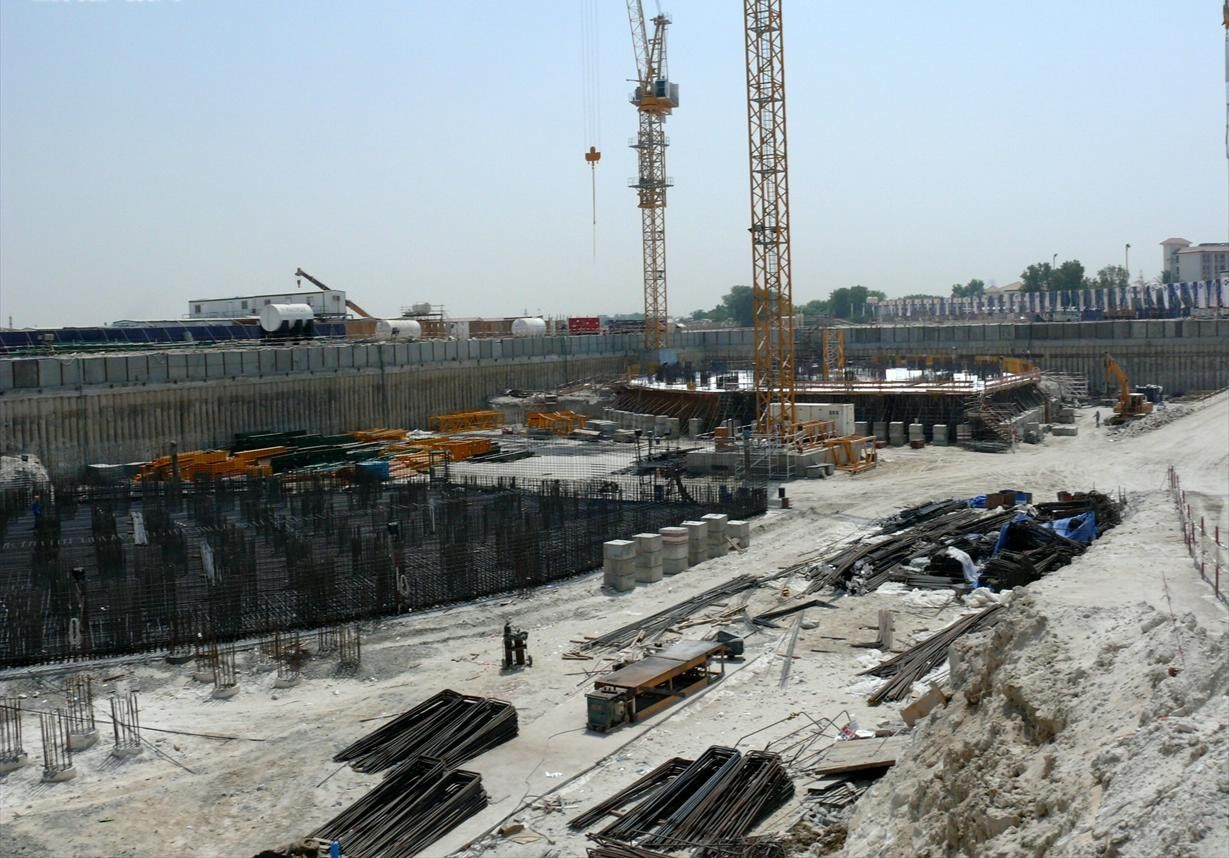
Septiembre de 2007
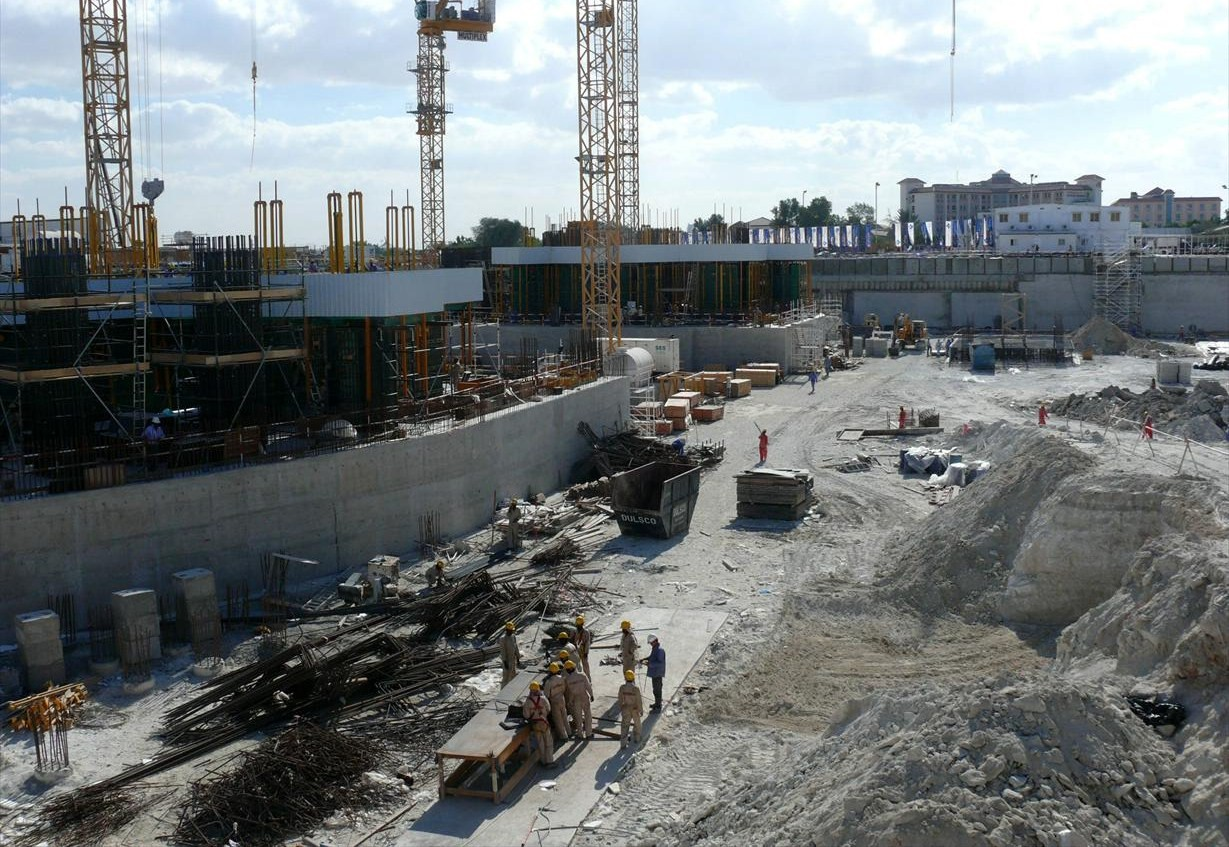
Noviembre de 2007
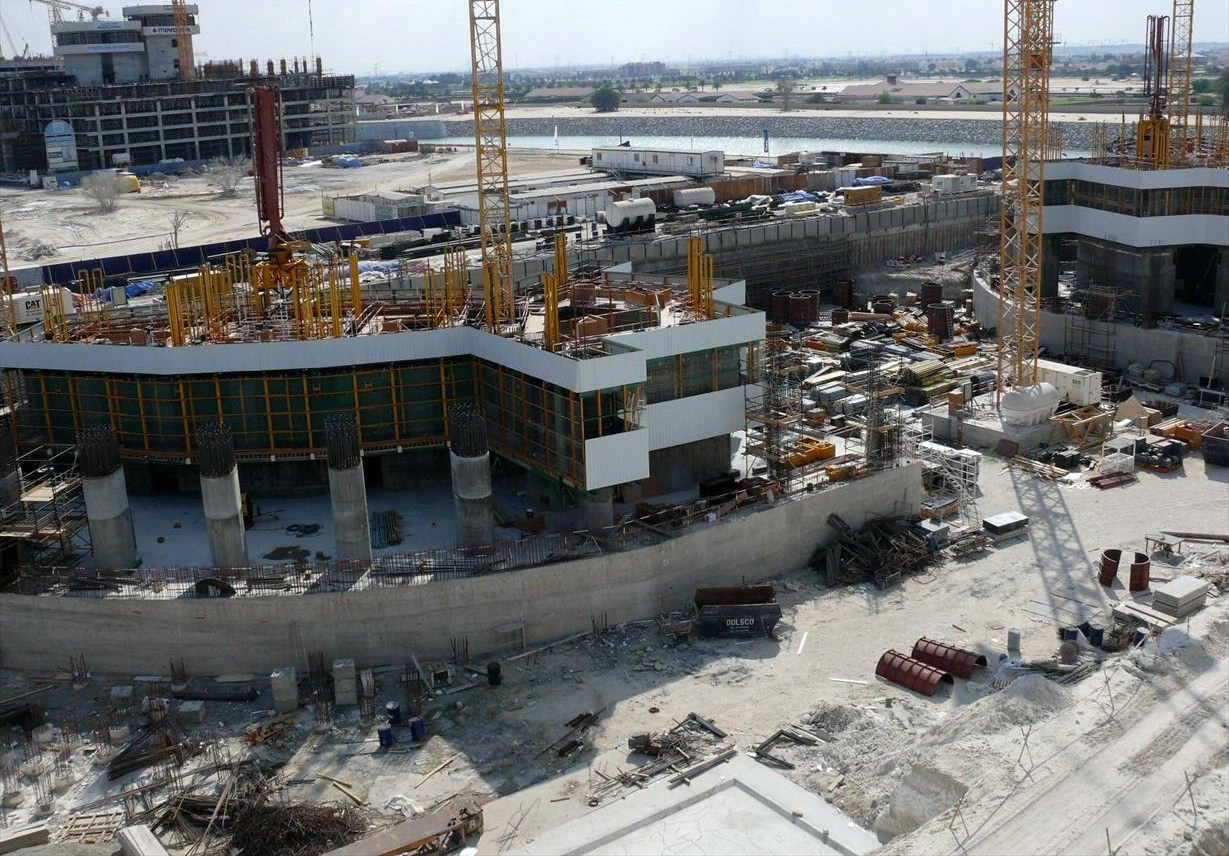
Diciembre de 2007
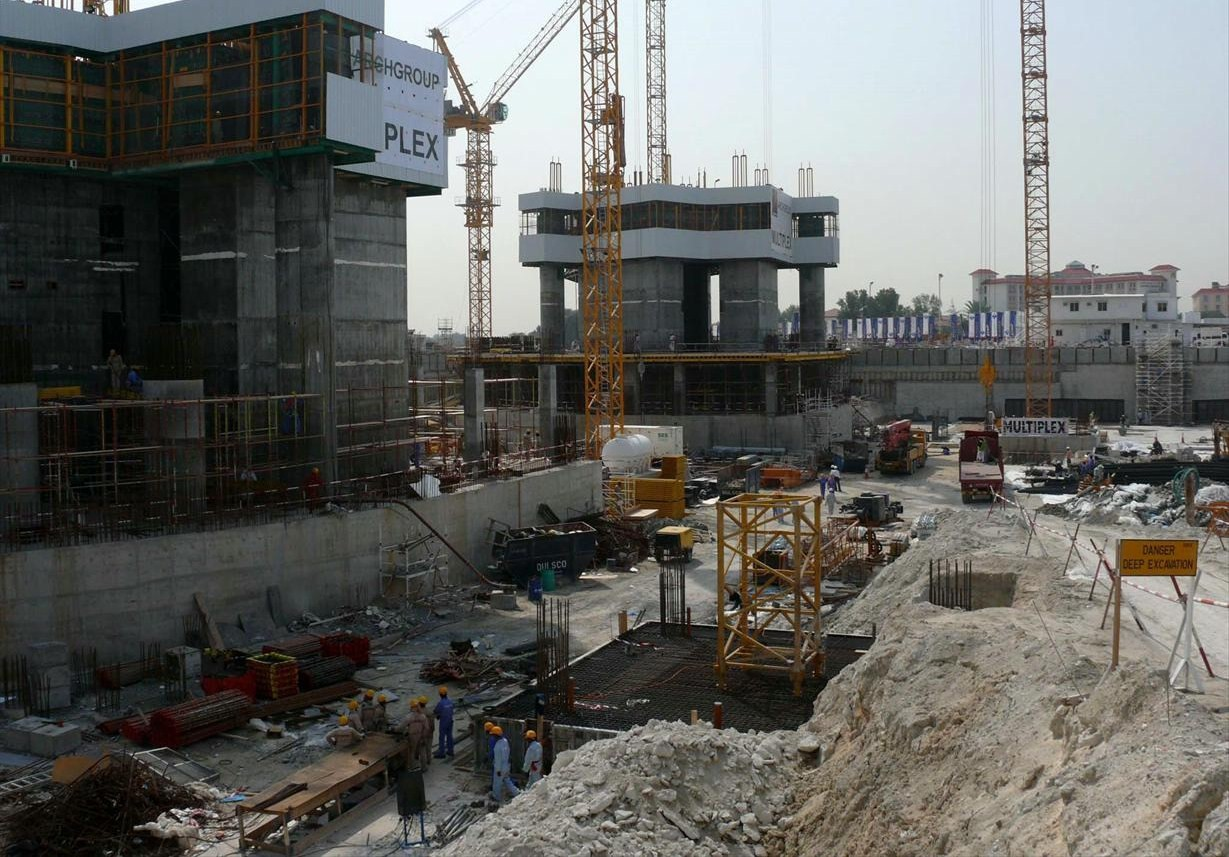
Enero de 2008
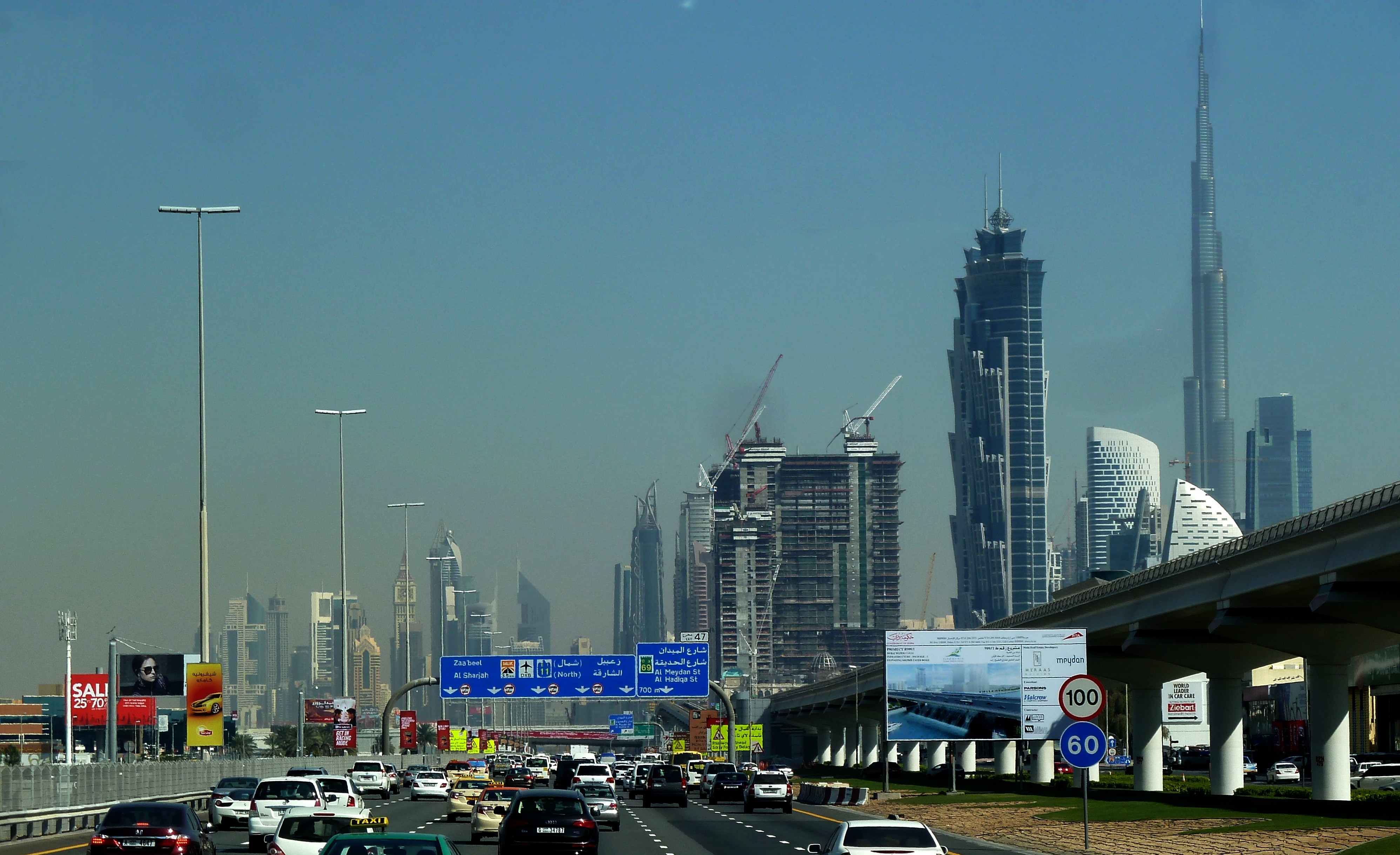
Enero de 2015